# 張起鵬
張起鵬（？—？），甘肃人，清朝政治人物。
道光十五年署，擔任廣東廣州府永安縣知縣（現紫金縣知縣）。后由胡有基接任。